# Parataracticus
Parataracticus is een vliegengeslacht uit de familie van de roofvliegen (Asilidae).

## Soorten
- P. arenicolus Martin, 1968
- P. cuyamus Wilcox, 1967
- P. melanderi Wilcox, 1967
- P. niger Martin, 1955
- P. rubidus Cole, 1924
- P. wyliei Martin, 1955